# Luis Bestard Servera
Luis Bestard Servera (Palma, España, 29 de marzo de 1994) es un árbitro de fútbol español adscrito al CTA balear. En junio de 2025 fue promocionado a la Segunda División para la temporada 2025-26, tras cuatro campañas en Primera Federación.

## Trayectoria
Se formó en el comité balear. Debutó en la extinta Segunda División B en la temporada 2019-20 y, con la reestructuración del fútbol español, pasó a la Primera Federación en 2021. Tras cuatro campañas en la categoría (2021–2025), logró el ascenso al fútbol profesional en 2025.
Debutó en Segunda División en la jornada 1 de la temporada 2025-26, designado para el encuentro entre la UD Las Palmas y el FC Andorra disputado en el Estadio de Gran Canaria (Siete Palmas).

## Temporadas
| Categoría          | País   | Años          | Partidos |
| ------------------ | ------ | ------------- | -------- |
| Segunda División B | España | 2019–2021     | 19       |
| Primera Federación | España | 2021–2025     | 52       |
| Segunda División   | España | 2025–presente | —        |

Totales por categoría según BDFutbol (actualizado a 17/08/2025).